# 桜川村 (滋賀県)
桜川村（さくらがわむら）は、滋賀県蒲生郡にあった村。現在の東近江市の南西部、近江鉄道本線・京セラ前駅および桜川駅の周辺にあたる。村名は村域を流れる佐久良川から。

## 地理
- 山岳：布引山
- 河川：佐久良川、大同川

## 歴史
- 1889年（明治22年）4月1日 - 町村制の施行により、川合村・木村・稲垂村・下小房村・上小房村・寺村・綺田村・平林村・石塔村の区域をもって発足。
- 1955年（昭和30年）4月1日 - 朝日野村と合併して蒲生町が発足。同日桜川村廃止。

## 交通

### 鉄道路線
- 近江鉄道
  - 本線
    - 桜川駅

現在は旧村域に京セラ前駅が所在するが、当時は未開業。

### 道路
現在は旧村域を名神高速道路が通過するが、当時は未開通。